# Carles Ribera i Rustullet
Carles Ribera i Rustullet (Girona, 1968) és un periodista i historiador català.
Llicenciat en Història per la Universitat de Girona, el 1990 es va incorporar a la redacció del diari El Punt, on va arribar a ser redactor en cap. El març de 2010 va ser nomenat subdirector del diari Avui en substitució de Salvador Cot tres mesos després de la comprar del diari per Hermes Comunicacions i de nomenament de Xevi Xirgo com a director. El juliol de 2011 va ser nomenat director adjunt d'El Punt Avui, i entre el novembre del 2012 i el febrer del 2016 va ser-ne el vicedirector. El 2016 va rebre una beca Carles Rahola per una investigació sobre el periòdic satíric El pont de pedra (1935-1936). Ha publicat a la revista Presència i va ser membre del consell de participació del Memorial Democràtic de Catalunya. El 14 d'abril de 2016 va ser nomenat cap del gabinet del conseller de Cultura de la Generalitat Santi Vila. El juliol de 2017 va ser nomenat cap del gabinet del conseller d'Empresa i Coneixement de la Generalitat Santi Vila. En les eleccions del 21 de desembre de 2017 va ser candidat de la llista de Junts per Catalunya per Girona. L'1 de març de 2018 va ser nomenat director del setmanari La República., càrrec que va ocupar fins al 26 de febrer de 2022, quan va ser rellevat a la direcció pel periodista Pere Bosch i Cuenca. El 2021 va obtenir la Beca d'Estudis Històrics President Irla 2021, atorgada per la Fundació Irla pel seu projecte Acció Ciutadana. Un model de premsa republicana (1930-1934). El 24 de febrer de 2022 va ser nomenat cap de gabinet de la presidència del Consell de l'Audiovisual de Catalunya (CAC).

## Obra publicada
- Notícia d'un republicà. Biografia i textos de Joaquim Aleixandri (2006)
- Cent dies de juliol (2007)
- Cata...què, de Carles Puigdemont (com a coautor) (2016)
- El carrer de l'infern (2016)
- Acció Ciutadana. Premsa política republicana a Olot i Girona (1930-1934). (20229